# Forças Armadas de Cabinda
As Forças Armadas de Cabinda (FAC) são as forças militares do grupo nacionalista Frente para a Libertação do Enclave de Cabinda (FLEC).
O objetivo da organização é a independência da província de Cabinda da República de Angola. Fundada em 1969, a FAC fundamenta o desejo de independência no facto de que Cabinda não é geograficamente contínua a Angola.
Atualmente, a FAC, formada por civis rebeldes voluntários, luta contra o Movimento Popular de Libertação de Angola (MPLA).
A FAC defende que os documentos coloniais portugueses provam que Cabinda não faz parte dos limites administrativos de Angola.
As Forças Armadas de Cabinda são compostas por cerca de 800 homens, sendo majoritariamente voluntários recrutados dentre os cidadãos de Cabinda, embora existam também voluntários estrangeiros, em número reduzido, limitados quase exclusivamente ao SIC - Serviço de Inteligência de Cabinda. A hierarquia militar segue de perto o padrão de Angola, com o Presidente (Antonio Luis Lopes) como General-de-Exército, seguido por oficiais-generais, oficiais-superiores e subalternos, praças e graduados.